# 8-Stunden-Rennen von Bahrain 2021

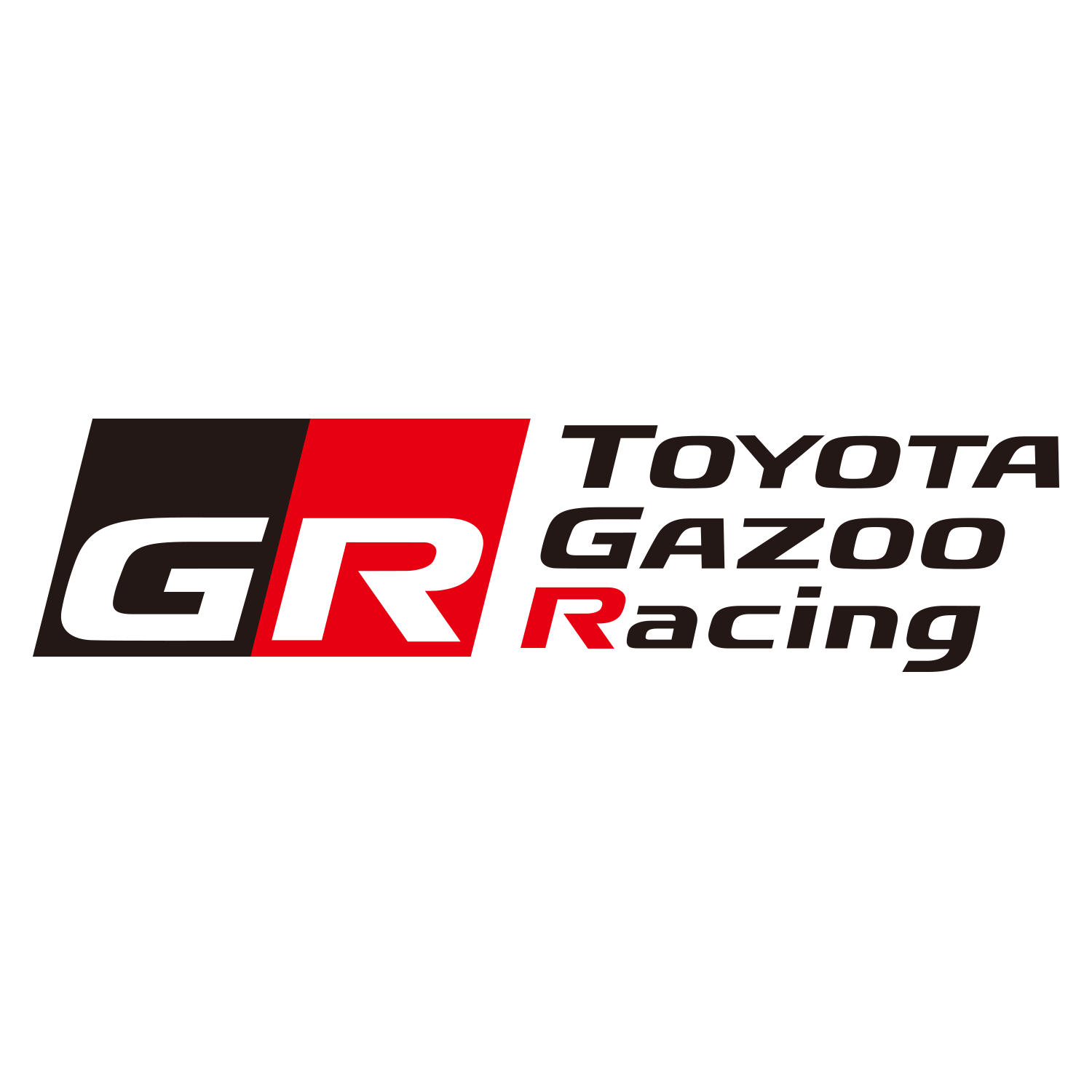
Toyota Gazoo Racing, FIA-WEC-Lamgstrecken-Weltmeister 2021

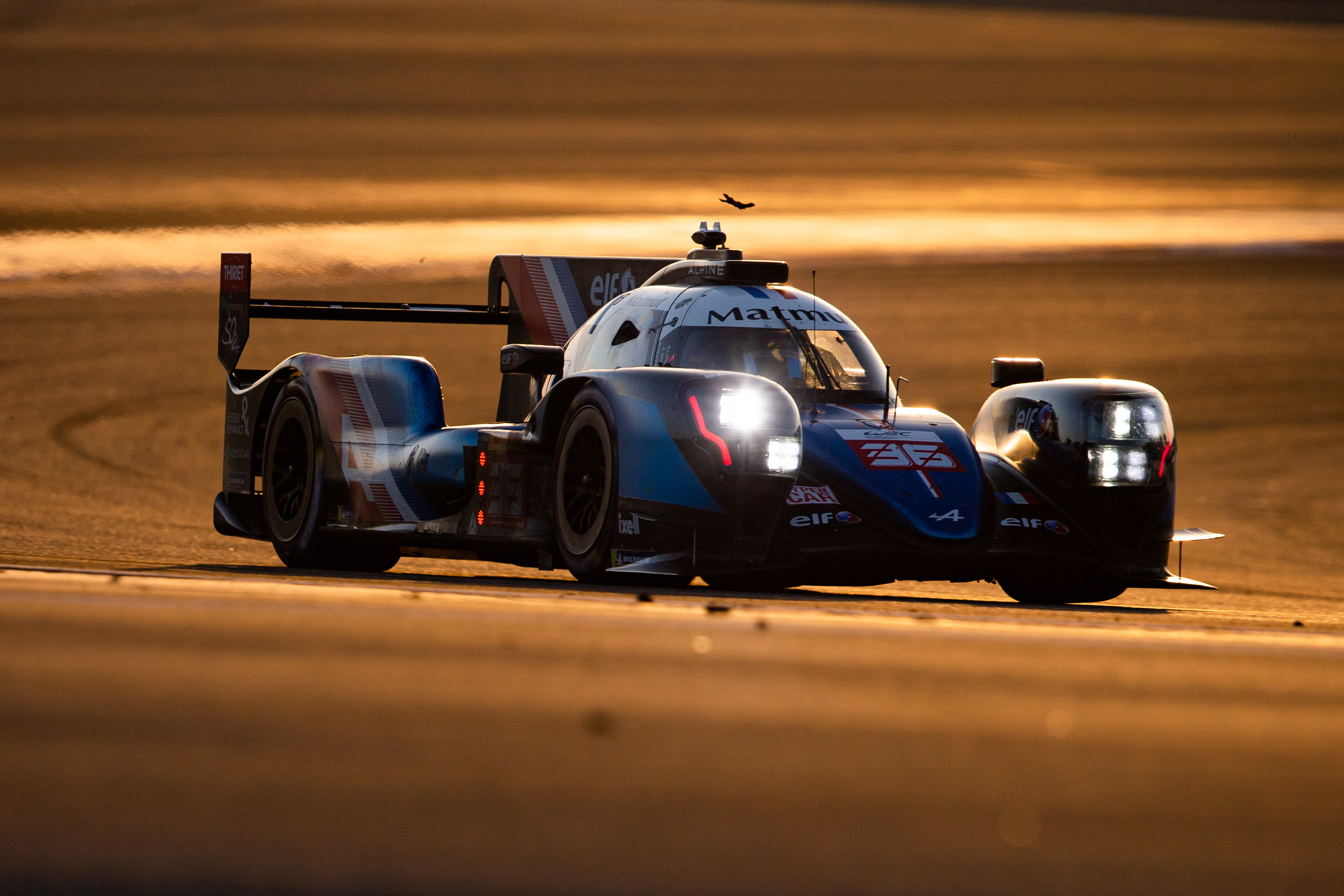
Der drittplatzierte Alpine A480 von André Negrão, Nicolas Lapierre und Matthieu Vaxivière im Abendlicht

Das 8-Stunden-Rennen von Bahrain 2021, auch BAPCO 8 Hours of Bahrain, fand am 5. und 6. November auf dem Bahrain International Circuit statt und war der sechste und letzte Wertungslauf der FIA-Langstrecken-Weltmeisterschaft dieses Jahres.

## Das Rennen
In der Woche zwischen den beiden Weltmeisterschaftsrennen in Bahrain erklärten zwei langjährige WEC-Fahrer ihren Abschied aus der Rennserie. Während der Rücktritt von Anthony Davidson nicht überraschte, kam der Rückzug von Kazuki Nakajima als Toyota-Stammfahrer unerwartet. Anthony Davidson war langjähriger Peugeot- und Toyota-Sportwagenpilot. 13-mal war er beim 24-Stunden-Rennen von Le Mans am Start, wo 2016 der Gesamtsieg in der letzten Runde verloren ging, als der Toyota TS050 Hybrid wegen einer defekten Steckverbindung zwischen Turbolader und Ladeluftkühler auf der Start-und-Ziel-Linie ausrollte. Für Toyota gewann Davidson zehn Weltmeisterschaftsläufe und wurde 2014 Fahrerweltmeister. Als Fernando Alonso 2018 zu Toyota kam, musste er sein Cockpit abgeben und wechselte in die LMP2-Klasse. Mit dem fünften Rang im Jota-Oreca 07 beendete er in Bahrain seine Fahrerkarriere.
Für die Fachwelt überraschend kam der Rückzug von Kazuki Nakajima. Der in Japan sehr populäre Rennfahrer war eng mit Toyota verbunden und ließ bei einer Pressekonferenz im Vorfeld des Rennens die Gründe für seinen Rückzug weitgehend offen. Auch Fragen nach seiner Zukunft blieben unbeantwortet. Nakajima saß 2016 im Toyota-Cockpit, als der TS050 in Le Mans in der letzten Runde stehen blieb. Im Gegensatz zu Davidson konnte Nakajima das Drama der letzten Runde überwinden. 2018 fuhr er in Le Mans als Sieger durchs Ziel und gewann das 24-Stunden-Rennen noch weitere zwei Mal.
Nakajima verabschiedete sich als Rennsieger von Toyota. Den Weltmeistertitel der Teamkollegen Mike Conway, Kamui Kobayashi und José María López konnte der Erfolg aber nicht verhindern. Dem Trio reichte der zweite Rang im Rennen zur erfolgreichen Titelverteidigung.
Spektakulär endete die Weltmeisterschaftssaison in der GTE-Pro-Klasse. Unterschiedliche Auffassungen über die „Balance of Performance“ sorgten bereits im Vorfeld für schlechte Stimmung und Proteste. Die Ferrari 488 GTE Evo von AF Corse erhielten vor dem 6-Stunden-Rennen eine neue Einstufung und verloren laut AF-Corse-Teamleitung ca. 25 PS an Motorleistung. Dadurch waren die beiden Ferrari gegen die Werks-Porsche im Rennen chancenlos. Obwohl die Ferrari für das 8-Stunden-Rennen die Hälfte der Leistung wieder zurückbekamen, legte die AF-Corse-Teamleitung gegen die Einstufung Protest ein, der abgewiesen wurde. Im Rennen eskalierte der Konflikt dann zwischen den beiden Rennteams. 12 Minuten vor Schluss prallte Ferrari-Pilot Alessandro Pier Guidi in das Heck des Porsche von Michael Christensen, der gerade von einem LMP2-Wagen überrundet wurde. Der Porsche drehte sich um die eigene Achse und konnte weiterfahren. Als Pier Guidi wie von den Renn-Stewards angeordnet den Platz tauschen wollte, kam der Christensen-Porsche zum letzten Tankstopp an die Boxen. Eine Runde später kam auch Pier Guidi zum Nachtanken. Er beendete das Rennen mit einem Vorsprung von 3,5 Sekunden auf Christensen und holte so den GTE-Pro-Titel für Ferrari. Der Unmut bei Porsche war groß. Die aus ihrer Sicht zu geringe Bestrafung sorgte für erhebliche Kritik. Unrühmlich war dabei der Auftritt von Porsche-Fahrer Neel Jani, der beim Siegerinterview Pier Guidi und dessen Teamkollegen James Calado mit einer obszönen Geste bedachte. Porsche legte nach dem Rennen Protest gegen das Ergebnis ein, der ebenfalls keinen Erfolg hatte. Porsche ging daraufhin in Berufung, zog diesen dann wenige Tage später wieder zurück.

## Ergebnisse

### Schlussklassement
| Pos.        | Klasse    | Nr. | Team                      | Fahrer                                                   | Fahrzeug                 | Runden |
| ----------- | --------- | --- | ------------------------- | -------------------------------------------------------- | ------------------------ | ------ |
| 1           | LMH       | 8   | Toyota Gazoo Racing       | Sébastien Buemi Kazuki Nakajima Brendon Hartley          | Toyota GR010 Hybrid      | 247    |
| 2           | LMH       | 7   | Toyota Gazoo Racing       | Mike Conway Kamui Kobayashi José María López             | Toyota GR010 Hybrid      | 247    |
| 3           | LMH       | 36  | Alpine Elf Matmut         | André Negrão Nicolas Lapierre Matthieu Vaxivière         | Alpine A480              | 241    |
| 4           | LMP2      | 31  | Team WRT                  | Robin Frijns Ferdinand Habsburg Charles Milesi           | Oreca 07                 | 240    |
| 5           | LMP2      | 38  | Jota                      | Roberto González António Félix da Costa Anthony Davidson | Oreca 07                 | 240    |
| 6           | LMP2      | 28  | Jota                      | Sean Gelael Stoffel Vandoorne Tom Blomqvist              | Oreca 07                 | 240    |
| 7           | LMP2      | 22  | United Autosports USA     | Philip Hanson Fabio Scherer Filipe Albuquerque           | Oreca 07                 | 240    |
| 8           | LMP2      | 34  | Inter Europol Competition | Jakub Śmiechowski Renger van der Zande Alex Brundle      | Oreca 07                 | 238    |
| 9           | LMP2      | 29  | Racing Team Nederland     | Frits van Eerd Giedo van der Garde Job van Uitert        | Oreca 07                 | 238    |
| 10          | LMP2      | 70  | Realteam Racing           | Esteban Garcia Loïc Duval Norman Nato                    | Oreca 07                 | 238    |
| 11          | LMP2      | 70  | High Class Racing         | Dennis Andersen Anders Fjordbach Robert Kubica           | Oreca 07                 | 237    |
| 12          | LMP2      | 1   | Richard Mille Racing Team | Sophia Flörsch Beitske Visser Tatiana Calderón           | Oreca 07                 | 237    |
| 13          | LMP2      | 21  | Dragonspeed USA           | Henrik Hedman Juan Pablo Montoya Ben Hanley              | Oreca 07                 | 236    |
| 14          | LMP2      | 44  | ARC Bratislava            | Miroslav Konôpka Olli Caldwell Nelson Panciatici         | Ligier JS P217           | 235    |
| 15          | LMGTE-Pro | 51  | AF Corse                  | Alessandro Pier Guidi James Calado                       | Ferrari 488 GTE Evo      | 233    |
| 16          | LMGTE-Pro | 92  | Porsche GT Team           | Kévin Estre Neel Jani Michael Christensen                | Porsche 911 RSR-19       | 233    |
| 17          | LMGTE-Pro | 52  | AF Corse                  | Daniel Serra Miguel Molina                               | Ferrari 488 GTE Evo      | 233    |
| 18          | LMGTE-Pro | 91  | Porsche GT Team           | Gianmaria Bruni Richard Lietz Frédéric Makowiecki        | Porsche 911 RSR-19       | 231    |
| 19          | LMGTE-Am  | 83  | AF Corse                  | François Perrodo Nicklas Nielsen Alessio Rovera          | Ferrari 488 GTE Evo      | 230    |
| 20          | LMGTE-Am  | 77  | Dempsey-Proton Racing     | Christian Ried Jaxon Evans Matt Campbell                 | Porsche 911 RSR-19       | 229    |
| 21          | LMGTE-Am  | 56  | Team Project 1            | Egidio Perfetti Matteo Cairoli Riccardo Pera             | Porsche 911 RSR-19       | 229    |
| 22          | LMGTE-Am  | 47  | Cetilar Racing            | Roberto Lacorte Giorgio Sernagiotto Antonio Fuoco        | Ferrari 488 GTE Evo      | 229    |
| 23          | LMGTE-Am  | 57  | Kessel Racing             | Takeshi Kimura Mikkel Jensen Scott Andrews               | Ferrari 488 GTE Evo      | 228    |
| 24          | LMGTE-Am  | 60  | Iron Lynx                 | Claudio Schiavoni Andrea Piccini Matteo Cressoni         | Ferrari 488 GTE Evo      | 228    |
| 25          | LMGTE-Am  | 54  | AF Corse                  | Thomas Flohr Francesco Castellacci Giancarlo Fisichella  | Ferrari 488 GTE Evo      | 227    |
| 26          | LMGTE-Am  | 777 | D'station Racing          | Satoshi Hoshino Tomonobu Fujii Andrew Watson             | Aston Martin Vantage AMR | 227    |
| 27          | LMGTE-Am  | 85  | Iron Lynx                 | Rahel Frey Sarah Bovy Katherine Legge                    | Ferrari 488 GTE Evo      | 225    |
| 28          | LMGTE-Am  | 86  | GR Racing                 | Mike Wainwright Ben Barker Tom Gamble                    | Porsche 911 RSR-19       | 224    |
| 29          | LMGTE-Am  | 98  | Aston Martin Racing       | Paul Dalla Lana Augusto Farfus Marcos Gomes              | Aston Martin Vantage AMR | 223    |
| Ausgefallen |           |     |                           |                                                          |                          |        |
| 30          | LMGTE-Am  | 33  | TF Sport                  | Ben Keating Dylan Pereira Felipe Fraga                   | Aston Martin Vantage AMR | 128    |
| 31          | LMGTE-Am  | 88  | Dempsey-Proton Racing     | Khaled Al Qubaisi Axcil Jefferies Julien Andlauer        | Porsche 911 RSR-19       | 90     |

### Nur in der Meldeliste
Zu diesem Rennen sind keine weiteren Meldungen bekannt.

### Klassensieger
| Klasse    | Fahrer                | Fahrer             | Fahrer          | Fahrzeug            | Platzierung im Gesamtklassement |
| --------- | --------------------- | ------------------ | --------------- | ------------------- | ------------------------------- |
| LMH       | Sébastien Buemi       | Kazuki Nakajima    | Brendon Hartley | Toyota GR010 Hybrid | Gesamtsieg                      |
| LMP2      | Robin Frijns          | Ferdinand Habsburg | Charles Milesi  | Oreca 07            | Rang 4                          |
| LMGTE-Pro | Alessandro Pier Guidi | James Calado       |                 | Ferrari 488 GTE Evo | Rang 15                         |
| LMGTE-AM  | François Perrodo      | Nicklas Nielsen    | Alessio Rovera  | Ferrari 488 GTE Evo | Rang 19                         |

### Renndaten
- Gemeldet: 31
- Gestartet: 31
- Gewertet: 29
- Rennklassen: 4
- Zuschauer: unbekannt
- Wetter am Rennwochenende: sehr heiß
- Streckenlänge: 5,412 km
- Fahrzeit des Siegerteams: 8:01:25,441 Stunden
- Runden des Siegerteams: 247
- Distanz des Siegerteams: 1001,022 km
- Siegerschnitt: unbekannt
- Pole Position: Kamui Kobayashi – Toyota GR010 Hybrid (#7) – 1:46,250
- Schnellste Rennrunde: Mike Conway – Toyota GR010 Hybrid (#7) – 1:49,448
- Rennserie: 6. Lauf zur FIA-Langstrecken-Weltmeisterschaft 2021